# Kozin (Giżycko)
Kozin (deutsch Koszinnen, 1928 bis 1945 Rodenau) ist ein Dorf in der polnischen Woiwodschaft Ermland-Masuren, das zur Gmina Giżycko (Landgemeinde Lötzen) im Powiat Giżycki (Kreis Lötzen) gehört.

## Geographische Lage
Kozin liegt am Westufer des Kröstensees (polnisch Jezioro Jagodne) im nördlichen Osten der Woiwodschaft Ermland-Masuren, elf Kilometer südlich der Kreisstadt Giżycko (Lötzen).

## Geschichte
Bereits 1554 wurde in dem Ort eine Handfeste zu köllmischem Recht ausgestellt, und am 11. Juni 1571 stellte Amtmann Georg Krösten eine zweite Handfeste aus. Im Jahr 1785 wurde Koszinnen als Dorf mit 19 Feuerstellen genannt, 1818 mit 30 Feuerstellen bei 267 Seelen.
Das um 1774 Koszinoven, vor 1785 Koszinowen, vor 1818 Koszinowken und schließlich bis 1928 Koszinnen genannte Dorf war von 1874 bis 1945 in den Amtsbezirk Bogatzewen (polnisch Bogaczewo) eingegliedert. Dieser – 1928 in „Amtsbezirk Reichensee“ umbenannt – gehörte zum Kreis Lötzen im Regierungsbezirk Gumbinnen (1905 bis 1945: Regierungsbezirk Allenstein) in der preußischen Provinz Ostpreußen. Zu der Landgemeinde Koszinnen gehörte auch die Ortschaft Altfelde (polnisch Staropole, heute in Kozin aufgegangen).
Die Zahl der Einwohner stieg bis 1910 auf 326. Aufgrund der Bestimmungen des Versailler Vertrags stimmte die Bevölkerung im Abstimmungsgebiet Allenstein, zu dem Koszinnene gehörte, am 11. Juli 1920 über die weitere staatliche Zugehörigkeit zu Ostpreußen (und damit zu Deutschland) oder den Anschluss an Polen ab. In Koszinnen stimmten 220 Einwohner für den Verbleib bei Ostpreußen, auf Polen entfielen keine Stimmen.
Am 20. Oktober 1928 wurde die Gemeinde Koszinnen in „Rodenau“ umbenannt. Im Jahr 1933 belief sich ihre Einwohnerzahl auf 311 und betrug 1939 noch 284.
In Kriegsfolge kam das Dorf 1945 mit dem südlichen Ostpreußen zu Polen und erhielt die polnische Namensform „Kozin“. Es ist heute Sitz eines Schulzenamtes (polnisch sołectwo) und eine Ortschaft im Verbund der Gmina Giżycko (Landgemeinde Lötzen) im Powiat Giżycki (Kreis Lötzen), vor 1998 der Woiwodschaft Suwałki, seither der Woiwodschaft Ermland-Masuren zugehörig.

## Religionen
Bis 1945 war Koszinnen resp. Rodenau in die evangelische Kirche Rydzewen (1938 bis 1945 Rotwalde, polnisch Rydzewo) in der Kirchenprovinz Ostpreußen der Kirche der Altpreußischen Union und in die Katholische Pfarrkirche St. Bruno Lötzen im Bistum Ermland eingepfarrt. 
Heute ist Kozin Teil der katholischen Pfarrkirche Rydzewo im Bistum Ełk (Lyck) der Römisch-katholischen Kirche in Polen bzw. der evangelischen Pfarrkirche Giżycko in der Diözese Masuren der Evangelisch-Augsburgischen Pfarrkirche in Polen.

## Schule
Eine Schule wurde in Koszinnen im Jahre 1774 gegründet. Sie wurde 1945 einklassig geführt.

## Verkehr
Kozin liegt verkehrsgünstig an der Woiwodschaftsstraße DW 643, die von Wilkasy (bis 1938 Willkassen, 1938 bis 1945 Wolfsee) bis in den Powiat Mrągowski (Kreis Sensburg) führt. In Kozin endet außerdem eine von Gorazdowo (Thiemau) kommende Nebenstraße sowie eine Nebenstraße aus Monetki (Spohienthal). 